# آدرس فیزیکی

نمودار روابط میان فضای آدرس فیزیکی و فضای آدرس مجازی

آدرس فیزیکی (انگلیسی: Physical address) آدرس واقعی یا آدرس دودویی، در رایانش، یک آدرس حافظه است، که به شکل یک عدد در دستگاه دودویی، در آدرس مدار گذرگاه در رایانه، نمایش داده می‌شود، تا امکان دسترسی داده‌های گذرگاه به سلول ذخیره‌سازی مورد نظر یا ثبت در دستگاه‌های ورودی/خروجی حافظه را فراهم نماید. در رایانه‌هایی که از حافظه مجازی پشتیبانی می‌کنند، اصطلاح آدرس فیزیکی بیشتر برای تمایز آدرس‌های واقعی از آدرس‌های مجازی، مورد استفاده قرار می‌گیرد.